# Super Best Of Yumi Arai
『Super Best Of Yumi Arai』（スーパー・ベスト・オブ・ユミ・アライ）は、荒井由実の編集盤。1996年8月28日にアルファミュージックから発売された。現行盤は、2000年4月26日に東芝EMI（現在のEMIミュージック・ジャパン）から発売されている。

## 解説
- 元々は、アルファミュージックの｢ALFA TWINS THE SUPER BEST｣シリーズの1作であり、アーティストの意思とは関係なく発売された類のアルバム（非公式ベスト・アルバム）である。当初は初回生産限定盤として発売されたが、翌1997年に通常盤として再発売された。非公式作品であるため、EMIミュージック・ジャパン内の彼女のディスコグラフィーには掲載されていなかった。1998年にアルファミュージックのレコード・CD制作撤退に伴い一旦生産中止となった後に、2000年に東芝EMI（現在のEMIミュージック・ジャパン）にレーベルを移して、リマスターを施した上で現在も販売されている。また、これと同時に当初のアルファミュージック盤は廃盤となった。2000年の再発盤は、後に公式ディスコグラフィーに掲載されるようになった[1]。
  - 2012年にベストアルバム「日本の恋と、ユーミンと。」が発売されたのを機に本作を含むそれまでに発売されたすべてのベストアルバムは生産中止となった。
- 当初のアルファミュージック盤では「翳りゆく部屋」がsingle mixで収録されていたが、現行のEMI再発盤ではalbum mixに差し替えられている[2]。
- CDジャケットのデザインは、2000年に東芝EMIから再発された際に変更されている。

## 収録曲

### DISC1
1. ひこうき雲
アルバム『ひこうき雲』より。
2. 恋のスーパー・パラシューター
アルバム『ひこうき雲』より。
3. 空と海の輝きに向けて（album version）
アルバム『ひこうき雲』より。
4. きっと言える
アルバム『ひこうき雲』より。
5. 雨の街を
アルバム『ひこうき雲』より。
6. 返事はいらない（album version）
アルバム『ひこうき雲』より。
7. そのまま
アルバム『ひこうき雲』より。
8. 瞳を閉じて
アルバム『MISSLIM』より。
9. やさしさに包まれたなら（album version）
アルバム『MISSLIM』より。
10. 海を見ていた午後
アルバム『MISSLIM』より。
11. 12月の雨
アルバム『MISSLIM』より。
12. 魔法の鏡（album version）
アルバム『MISSLIM』より。
13. COBALT HOUR
アルバム『COBALT HOUR』より。
14. ルージュの伝言
アルバム『COBALT HOUR』より。
15. ベルベット・イースター
アルバム『ひこうき雲』より。

### DISC2
1. 卒業写真
アルバム『COBALT HOUR』より。
2. 航海日誌
アルバム『COBALT HOUR』より。
3. CHINESE SOUP
アルバム『COBALT HOUR』より。
4. 少しだけ片想い
アルバム『COBALT HOUR』より。
5. 雨のステイション
アルバム『COBALT HOUR』より。
6. あの日にかえりたい
アルバム『YUMING BRAND』より。
7. さざ波
アルバム『14番目の月』より。
8. 14番目の月
アルバム『14番目の月』より。
9. さみしさのゆくえ
アルバム『14番目の月』より。
10. 朝陽の中で微笑んで
アルバム『14番目の月』より。
11. 中央フリーウェイ
アルバム『14番目の月』より。
12. 天気雨
アルバム『14番目の月』より。
13. 避暑地の出来事
アルバム『14番目の月』より。
14. グッド・ラック・アンド・グッド・バイ
アルバム『14番目の月』より。
15. 翳りゆく部屋
アルファ版はシングル『翳りゆく部屋』よりのsingle mix。
EMI版はアルバム『YUMING BRAND』よりのalbum mix。

- 全作詞作曲：荒井由実
- 編曲：DISC.1の#1～6・#15はキャラメル・ママ、ほかはすべて松任谷正隆